# Запуже при Рибници
Запуже при Рибници (словен. Zapuže pri Ribnici,   или Sapusche) је насељено место у општини Рибница, регија Југоисточна Словенија, Словенија.

## Историја
До територијалне реорганизације у Словенији било је у саставу старе општине Рибница.

## Становништво
У попису становништва из 2011. године, Запуже при Рибници је имало 19 становника.
| Број становника према пописима | Број становника према пописима | Број становника према пописима |
| ------------------------------ | ------------------------------ | ------------------------------ |
| 1991                           | 2002                           | 2011                           |
| 16                             | 18                             | 19                             |

Напомена: До 1953. исказивано под именом Запуже.